# オオゼキ
株式会社オオゼキ（英: OZEKI Co.,Ltd.）は、東京都（主に城南地区）、神奈川県に店舗展開する食料品主体のスーパーマーケットチェーン、株式会社である。

## 沿革
- 1957年（昭和32年）2月 - 乾物主体の個人商店として「大関食料品店」を創業[2]。
- 1958年（昭和33年）9月 - 法人化し、有限会社大関総合食品を設立[2]。
- 1963年（昭和38年） - 店舗に生鮮品のテナントを導入[2]。
- 1965年（昭和40年）8月 - テナントを直営に変更し、スーパーマーケット業態に転換[2]。
- 1972年（昭和47年）9月 - 中央林間店開店[2]。チェーン展開開始。
- 1975年（昭和50年）8月 - 資本金150万円で、株式会社大関総合食品に組織変更[2]。
- 1997年（平成9年）3月 - 株式の額面変更を目的として、休眠会社の商号を株式会社オオゼキに変更。同社が大関総合食品と株式会社麻溝酒店を合併[2]。
- 1999年（平成11年）10月26日 - 株式店頭市場上場。これにより店舗展開が加速。
- 2004年（平成16年）12月13日 - 店頭市場が、ジャスダックへ移行。
- 2006年（平成18年）9月7日 - 東証2部へ上場。
- 2008年（平成20年）9月17日 - 過去複数年度にわたる不適切な経理処理を行っていたことが判明したと発表。
- 2009年（平成21年）8月14日 - マネジメント・バイアウト（MBO）を目的として、石原坂寿美江社長が新規に設立したひまわり株式会社が株式公開買付けを実施する旨を発表。買付け期間は同年8月18日 - 10月1日。
- 2010年（平成22年）
  - 1月5日 - 上場廃止。
  - 2月26日 - 資本金を1億円に減資する。

## 店舗
2023年8月時点では東京都区部に36店舗、多摩地域に4店舗、神奈川県に2店舗、千葉県に1店舗を展開する。
各店舗の詳細は公式サイト「店舗情報・チラシ」を参照。

## 付記
ポイントサービス（キャッシュバック）として「OZカード」を導入している。
POSシステムは富士通製のものを全店に導入している。

## ギャラリー

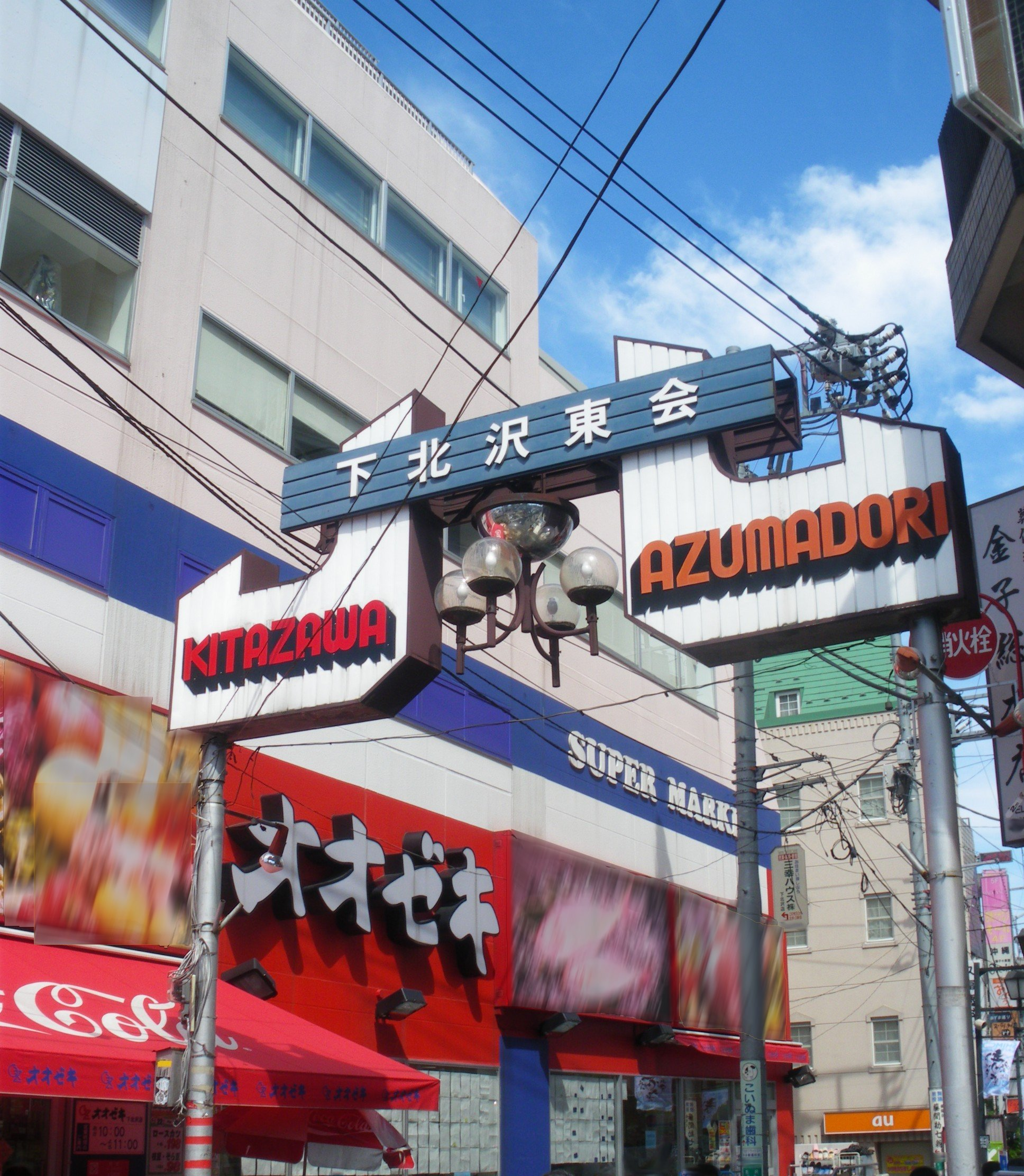
下北沢店
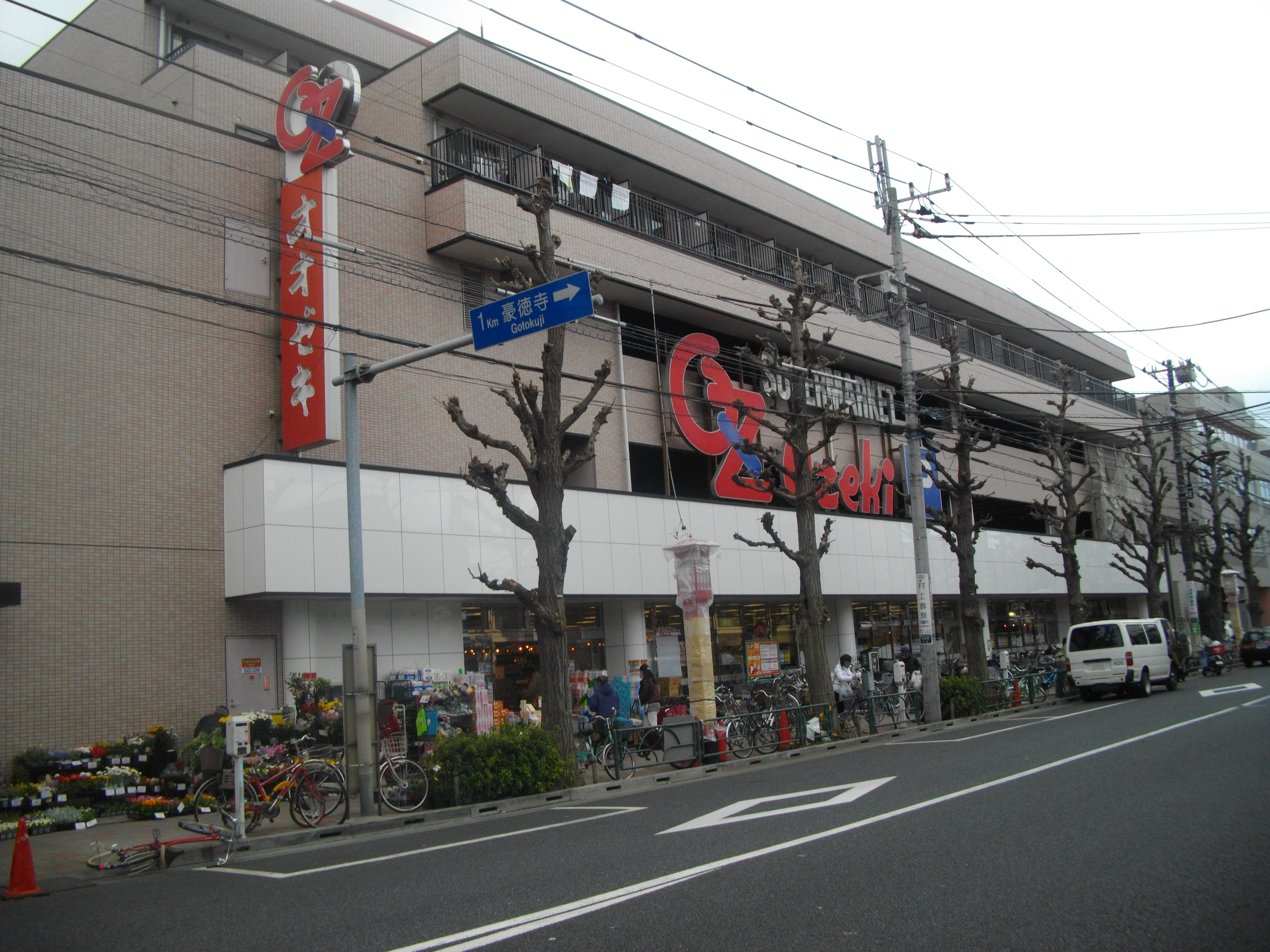
上町店（世田谷区）
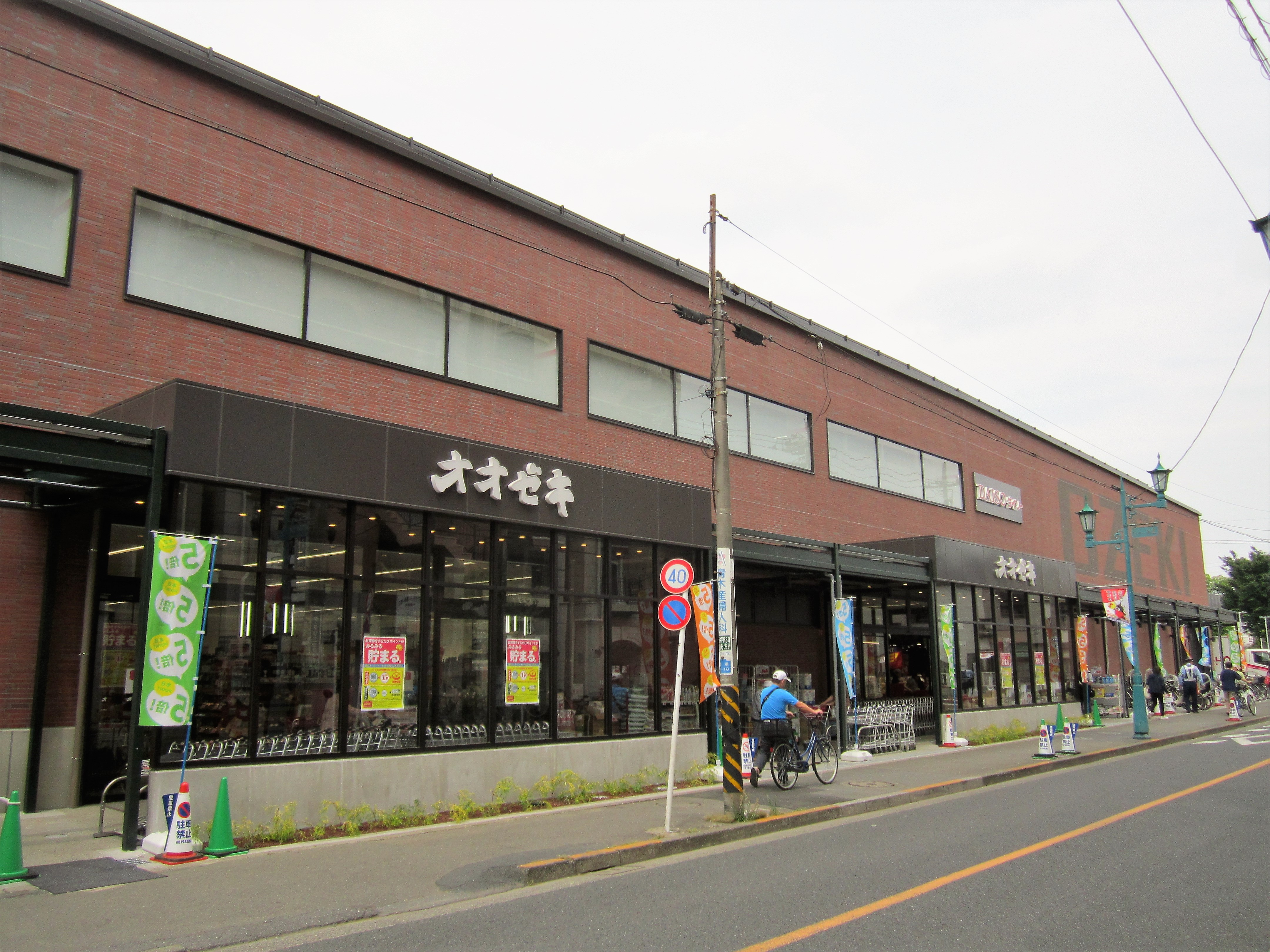
松原店（世田谷区）
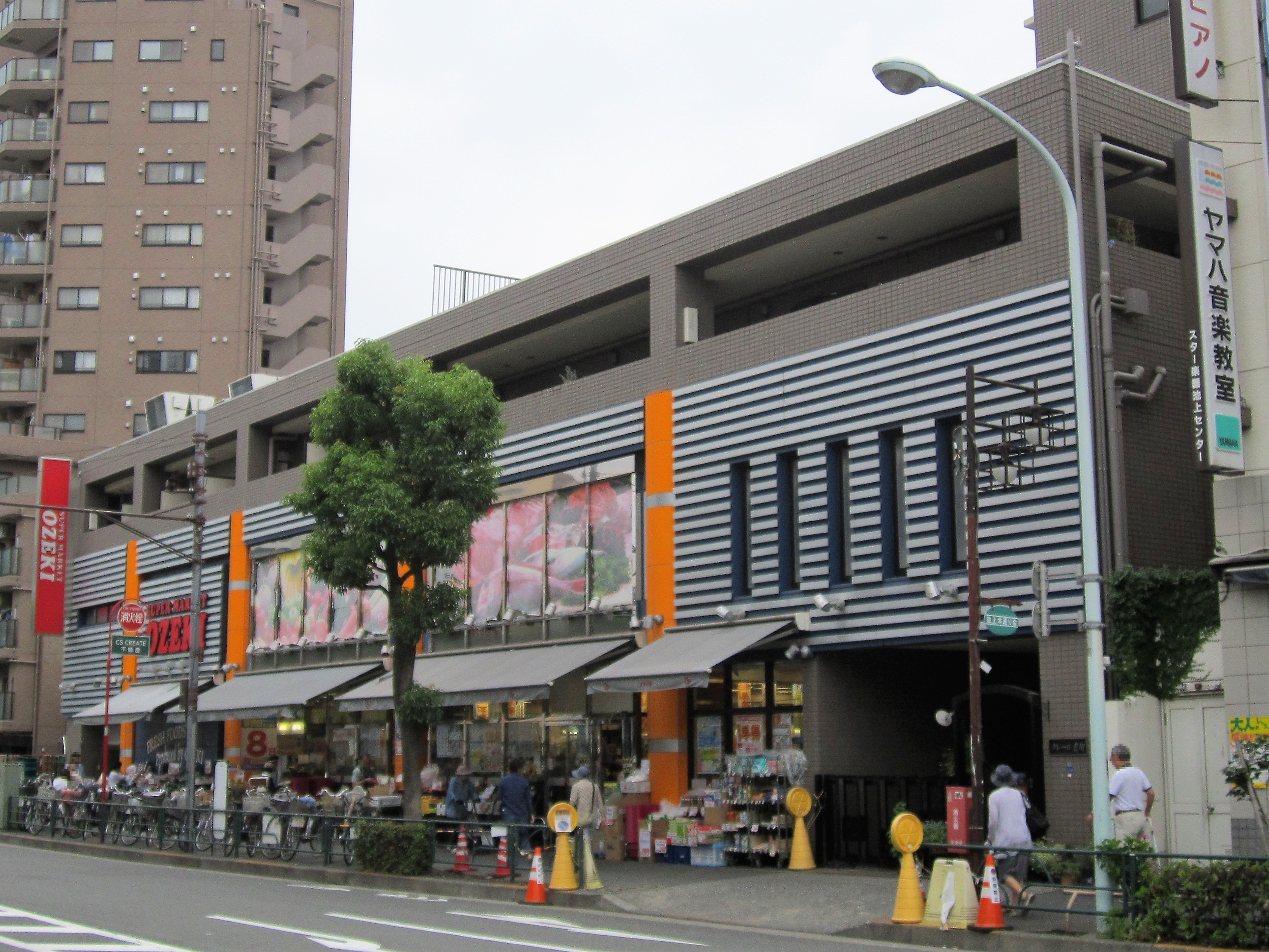
池上店（大田区）
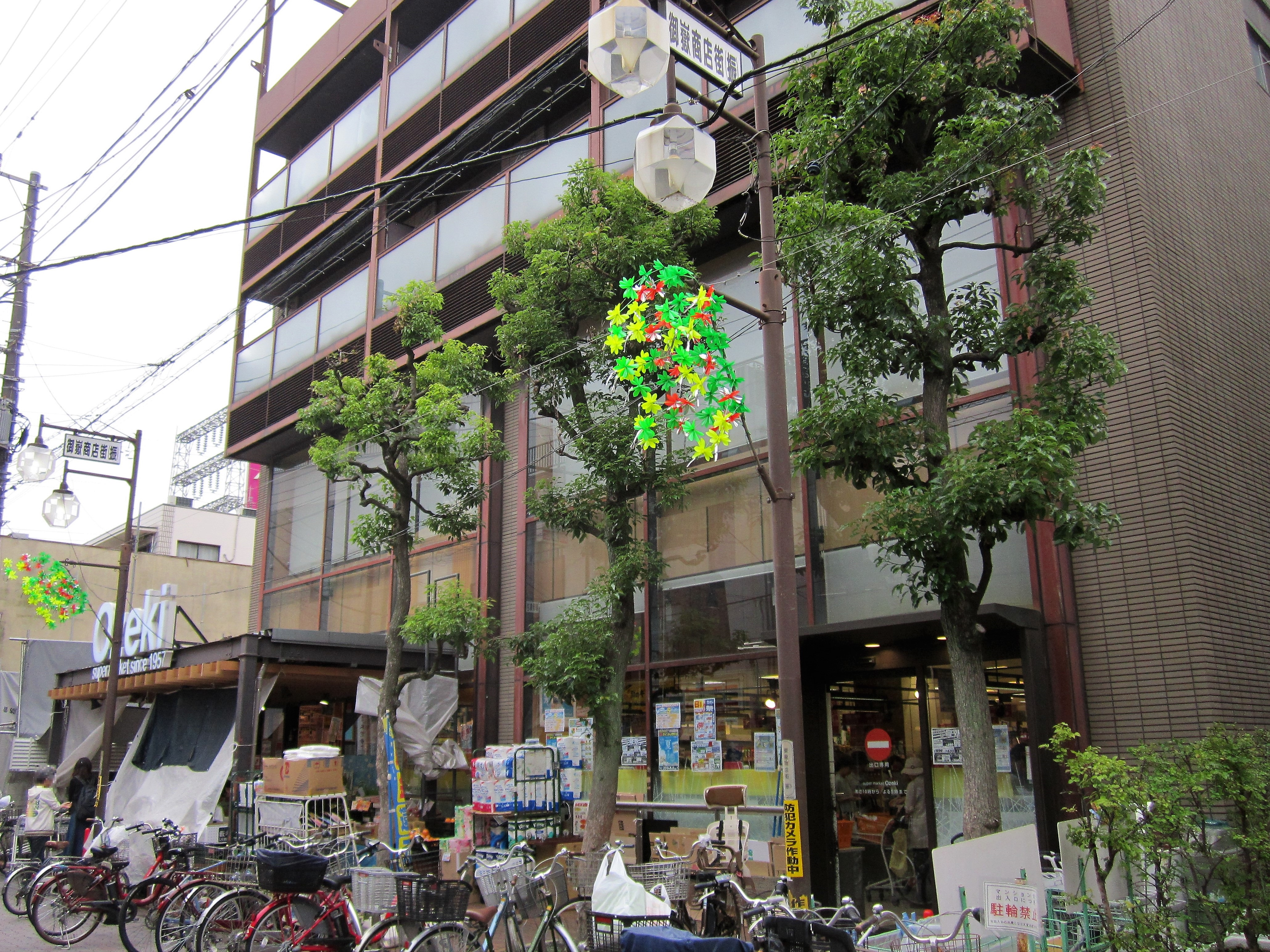
御嶽山店（大田区）
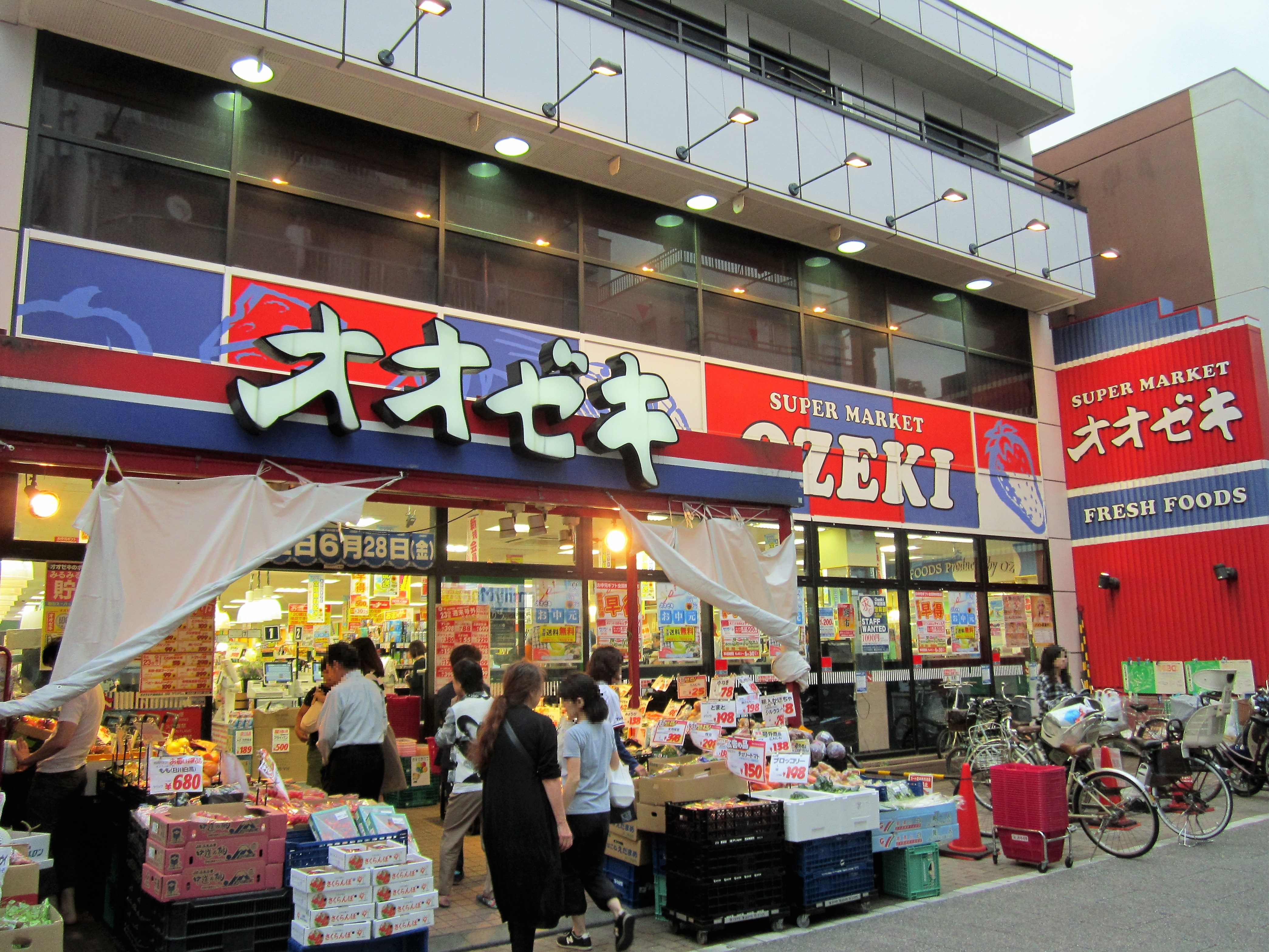
戸越銀座店（品川区）
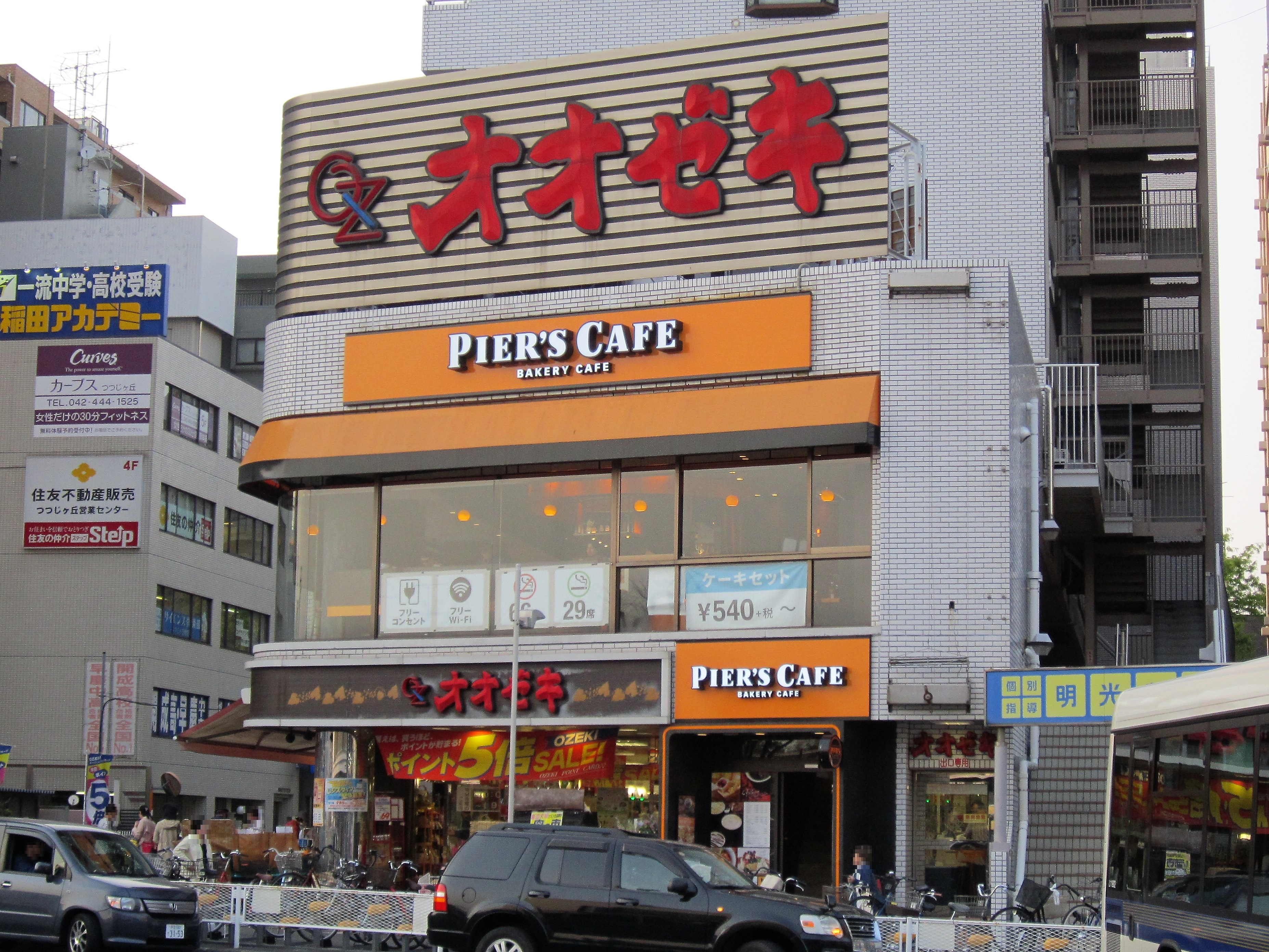
つつじヶ丘店（調布市）